# Karl Doppler

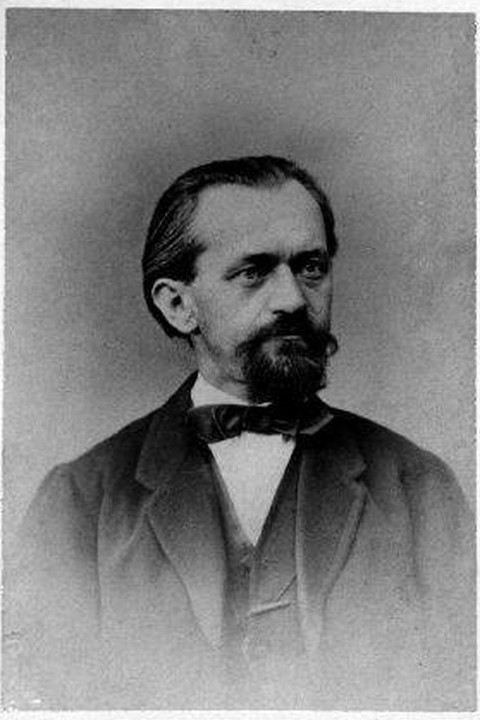
Karl Doppler

Karl Doppler (* 12. September 1825 in Lemberg; † 10. März 1900 in Stuttgart) war ein ungarisch-deutscher Komponist.

## Leben
Karl Doppler wurde, wie auch sein vier Jahre älterer Bruder Franz Doppler, vom Vater, einem Militärkapellmeister, musikalisch ausgebildet. Im Alter von zwölf Jahren wurde er an das königliche Stadttheater von Ofen engagiert. Danach war Karl als Flötist zusammen mit seinem Bruder (ebenfalls Flötist) im Orchester des deutschen Theaters in Pest. Beide beteiligten sich maßgeblich an der Gründung der Philharmonischen Konzerte.
Eine Besonderheit bei ihren gemeinsamen Auftritten: Da Karl, im Gegensatz zu seinem Bruder, die Flöte als Linkshänder spielte, entstand der Eindruck, Karl agierte als Spiegelbild seines Bruders. Wenn sie sich gegenüber standen bliesen beide in dieselbe Richtung.
Im Jahr 1850 ging Karl Doppler ans Nationaltheater Budapest, an dem er bis 1862 den Posten des zweiten Kapellmeisters bekleidete. Von 1865 bis 1898 war er erster Kapellmeister am Stuttgarter Hoftheater, dem heutigen Staatstheater Stuttgart.
Auch sein Sohn Árpád Doppler wirkte als Komponist. Seine Tochter Olga Doppler-Alsen war eine Theaterschauspielerin. Harry Alsen, ebenfalls Theaterschauspieler, der mit ihr verheiratet war, war sein Schwiegersohn.

## Werk
Karl Doppler komponierte mehrere ungarische Opern (u. a. A gránátos tábor – Das Feldlager der Grenadiere, 1853), Musiken zu ungarischen Volksstücken, eine Sammlung ungarischer Volkstänze und Chöre.